# Beautiful Life (álbum de Rick Astley)
Beautiful Life —en español: «Vida bella»— es el noveno álbum de estudio del cantante de música pop Rick Astley, que fue lanzado el 13 de julio de 2018 bajo el sello de BMG.
Todas las canciones fueron escritas por Rick Astley, quien además tocó todos los instrumentos.

## Producción
El 1 de junio de 2018, Astley publicó un video en Twitter anunciando su futuro álbum Beautiful Life, que sería lanzado el 20 de julio. Su lanzamiento se adelantó, sin embargo, al 13 de julio de 2018. Hablando sobre el álbum, Astley dijo que "en medio de toda esta locra, simplemente volví a mi pequeño estudio hogareño porque eso es lo que amo hacer. Es mi refugio, realmente. Estaba jugando con cosas y antes de que lo sabes, estaba haciendo un nuevo disco."

## Sencillos
"Beautiful Life" fue lanzado como el sencillo principal del disco el 1 de junio de 2018. La canción apareció en las listas de Bélgica. "Empty Heart" fue el segundo sencillo de Beautiful Life.

## Ventas
Beautiful Life debutó en el número 6 de la lista de discos más vendidos en Reino Unido. Es el quinto álbum de Astley que ha llegado al top 10 en su país. En Alemania el álbum debutó en el número 40 de la German Albums Chart. También ha tenido un desempeño en Austria, Bélgica y Suiza.

## Lista de canciones
Todas las canciones escritas y compuestas por Rick Astley. 
| N.º | Título                | Duración |  |
| 1.  | «Beautiful Life»      | 3:43     |  |
| 2.  | «Chance to Dance»     | 3:11     |  |
| 3.  | «She Makes Me»        | 3:34     |  |
| 4.  | «Shivers»             | 3:38     |  |
| 5.  | «Last Night on Earth» | 3:37     |  |
| 6.  | «Every Corner»        | 3:24     |  |
| 7.  | «I Need the Light»    | 3:05     |  |
| 8.  | «Better Together»     | 3:12     |  |
| 9.  | «Empty Heart»         | 4:14     |  |
| 10. | «Rise Up»             | 3:15     |  |
| 11. | «Try»                 | 3:55     |  |
| 12. | «The Good Old Days»   | 3:47     |  |

## Listas
| Lista(2018)                     | Posición más alta |
| ------------------------------- | ----------------- |
| Austria (Ö3 Austria)            | 70                |
| Bélgica (Ultratop flamenca)     | 84                |
| Bélgica (Ultratop valona)       | 171               |
| Alemania (Media Control Charts) | 40                |
| Escocia (Scottish Albums Chart) | 5                 |
| España (PROMUSICAE)             | 44                |
| Suiza (Schweizer Hitparade)     | 44                |
| Reino Unido (UK Albums Chart)   | 6                 |